# Amati (liutai)
La famiglia Amati è stata una nobile e illustre famiglia di liutai italiani, cinque membri della quale tra il 1520 e il 1740 crearono la reputazione di Cremona come centro italiano della liuteria. Fu attiva tra la metà del XVI secolo e la metà del XVIII secolo.

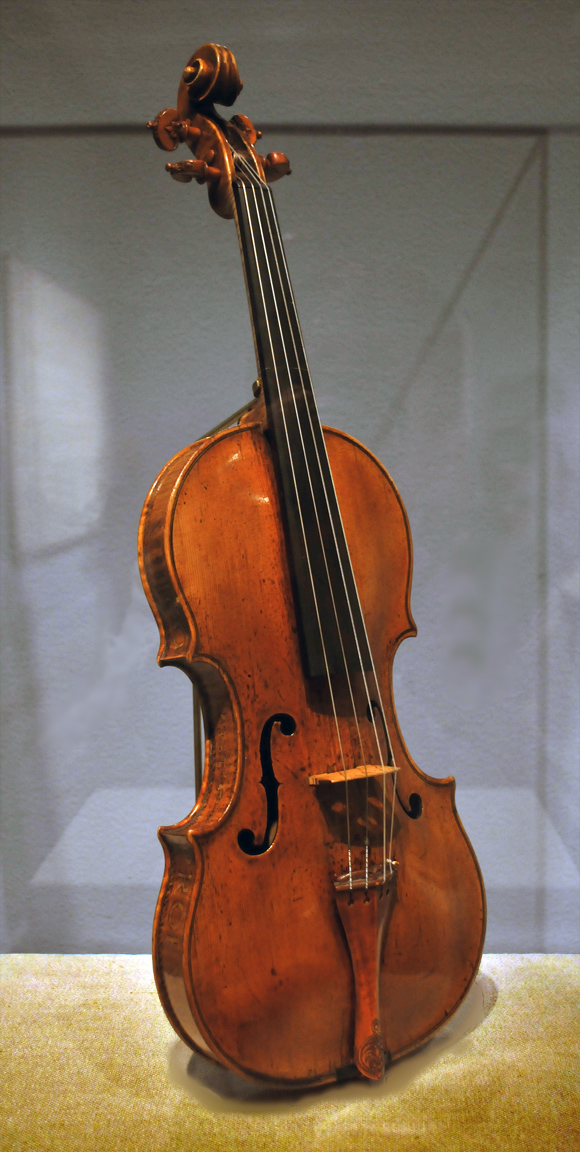
Violino (1559 circa), Metropolitan Museum of Art, New York

## Membri
- Andrea Amati (1505 ca./1510-1577), figlio di una ricca famiglia patrizia, iniziò la tradizione della liuteria. Utilizzò legni di migliore qualità rispetto ai suoi colleghi e iniziò a modificare la forma della viola da gamba nella forma attuale del violino (vedi violino barocco);
- i figli Antonio Amati (1540-1638) e Girolamo Amati (1561-1630) continuarono l'opera del padre;
- Nicola Amati (1596-1684), figlio di Girolamo Amati, fu il membro più illustre della famiglia;
- Girolamo II Amati (1649-1740), figlio di Nicola Amati. Ha creato buoni strumenti, ma non buoni come quelli del suo compagno di studi Antonio Stradivari.

(errori frequenti sulle date vedere le pagine di discussione del file.)
Alla morte di Girolamo II nel 1740 all'età di 90 anni si chiuse la storia della famiglia Amati, iniziata 200 anni prima.

## Arma

Stemma Amati

Inquartato di rosso e d'oro.

## Omaggi
- 19183 Amati, asteroide che prende il nome dalla famiglia.[3]